# Teoria da Linguagem Solar
A Teoria da Linguagem do Sol (em turco: Güneş Dil Teorisi) foi uma hipótese pseudolinguística turca,  pseudocientífica  desenvolvida na Turquia na década de 1930, que propôs que todas as línguas humanas são descendentes de uma língua primária proto-turca. A promoção da teoria dos turcos como raça progenitora levou a que esta encontrasse o favor dos ultranacionalistas turcos, que a usaram para justificar a sua ideologia nacionalista.   
A teoria propõe que a língua primária tinha semelhanças fonêmicas próximas ao turco e, por isso, todas as outras línguas podem ser rastreadas até raízes turcas. De acordo com a teoria, esta linguagem primordial originou-se entre os adoradores da Ásia Central que a criaram como um meio de saudar a omnipotência do sol e as suas qualidades vivificantes, daí o nome. 